# La Sotonera
La Sotonera ist eine aus dem Hauptort Bolea und mehreren Dörfern bestehende nordspanische Gemeinde (municipio) mit 903 Einwohnern (Stand: 2024) im Westen der Provinz Huesca in der Autonomen Region Aragonien.

## Lage und Klima
La Sotonera liegt in der Sierra de Gratal etwa 15 Kilometer (Fahrtstrecke) nordwestlich der Provinzhauptstadt Huesca in einer durchschnittlichen Höhe von etwa 672 m am Río Sotón. Innerhalb des Gemeindegebiets finden sich zahlreiche Bergspitzen (als höchste der Pico Gratal mit 1.567 Metern). Das Klima ist warm und gemäßigt (die Winter sind relativ kalt, die Sommer heiß); Regen (ca. 886 mm/Jahr) fällt übers Jahr verteilt.

## Bevölkerungsentwicklung
| 1981 | 1991 | 2001 | 2011 | 2019 |
| ---- | ---- | ---- | ---- | ---- |
| 1470 | 1262 | 1088 | 1030 | 872  |

## Geschichte
1973 entstand die Gemeinde aus den bis dahin eigenständigen Kommunen Bolea, Esquedas, Lierta, Plasencia del Monte und Quinzano.

## Wirtschaft
Vorherrschend sind Ackerbau (mit künstlicher Bewässerung) und Viehzucht.

## Sehenswürdigkeiten

### Aniés
- Stefanskirche
- mehrere Einsiedeleien, darunter die Ermita de Nuestra Señora de la Peña

### Bolea
- Stiftskirche Santa María la Mayor aus dem 16. Jahrhundert
- Kirche Nuestra Señora de la Soledad
- Kloster der Heiligen Trinität
- mehrere Einsiedeleien

### Esquedas
- Kirche San Gregorio

### Lierta
- Kirche Nuestra Señora del Pilar
- zwei Einsiedeleien

### Plasencia del Monte
- Kirche Nuestra Señora de La Coruna
- Einsiedelei Nuestra Señora del Montillo

### Puibolea
- Kirche Nuestra Señora de La Consolación

### Quinzano
- Martinskirche

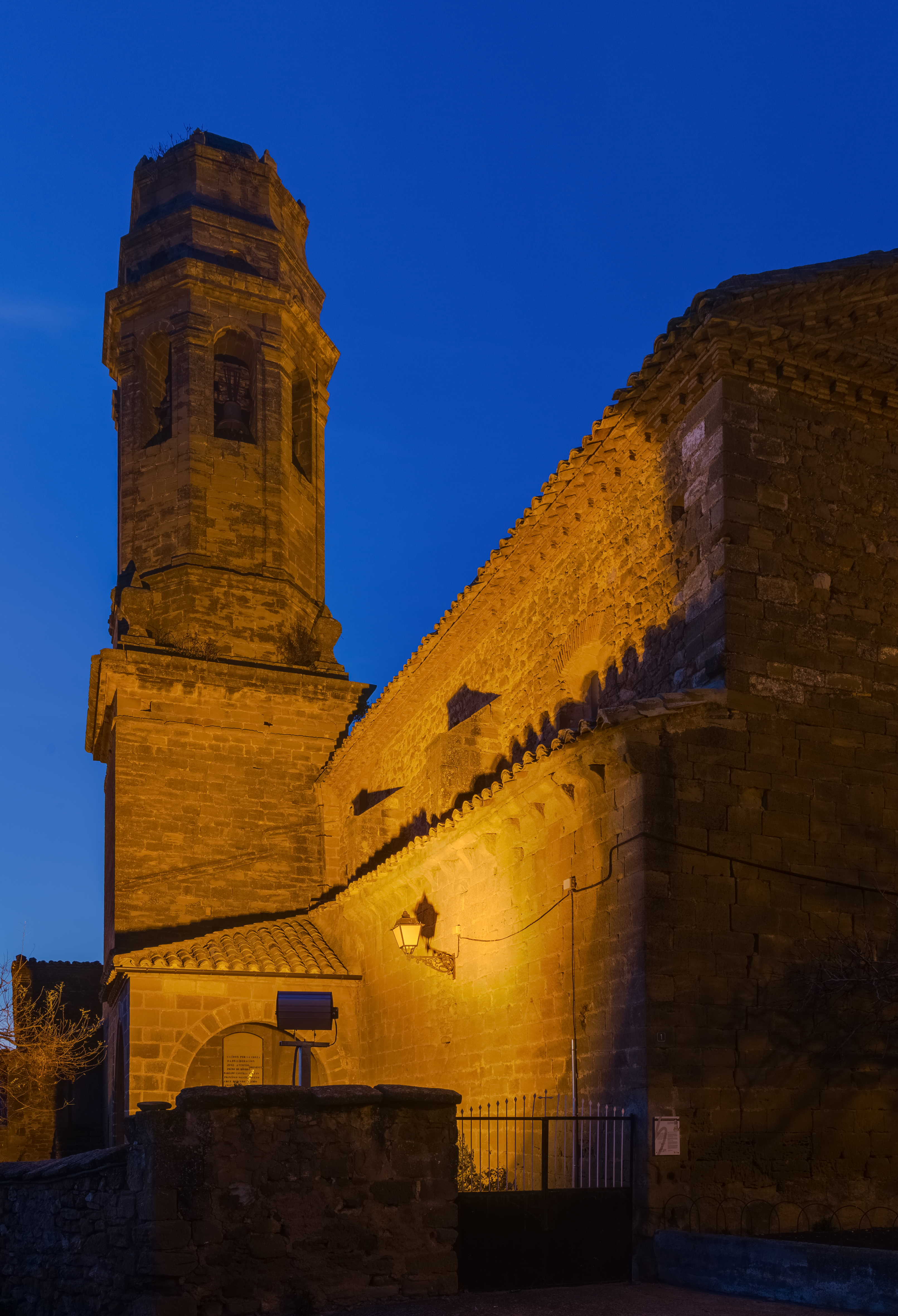
Stefanskirche in Aniés
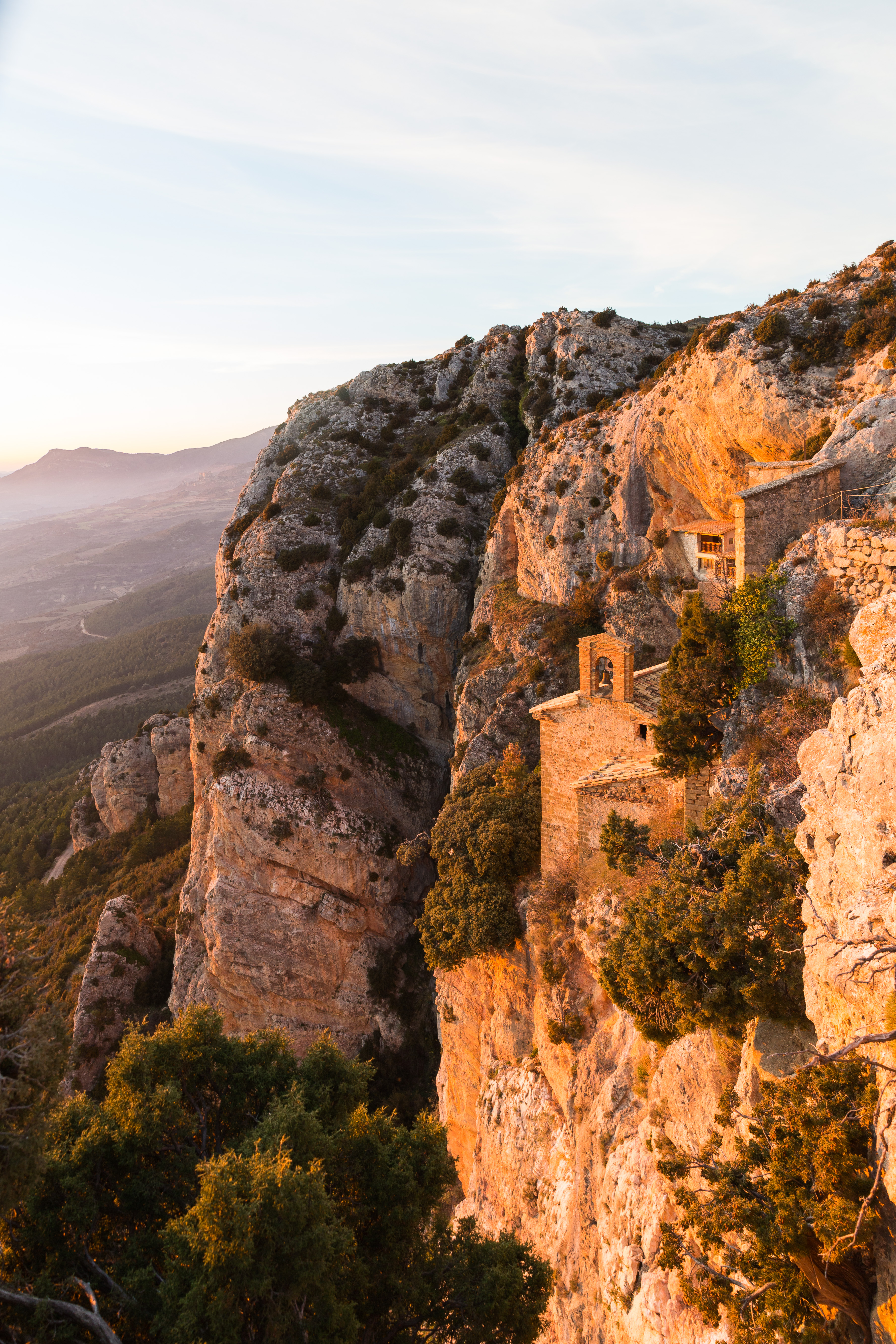
Ermita de Nuestra Señora de la Peña
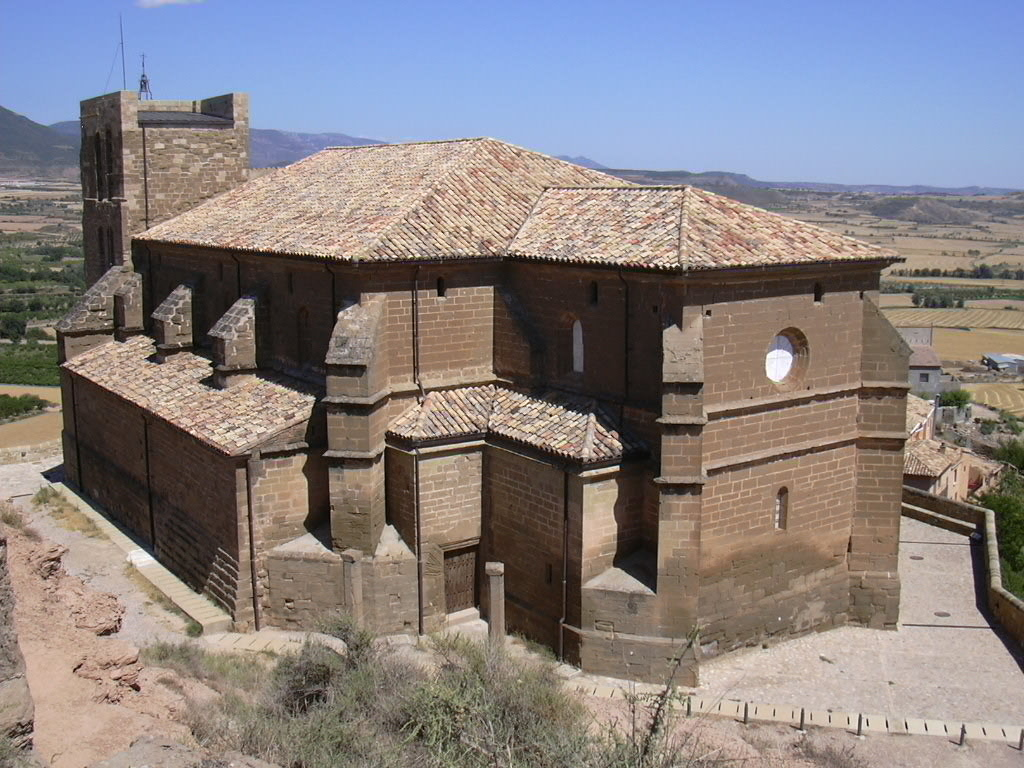
Stiftskirche von Bolea
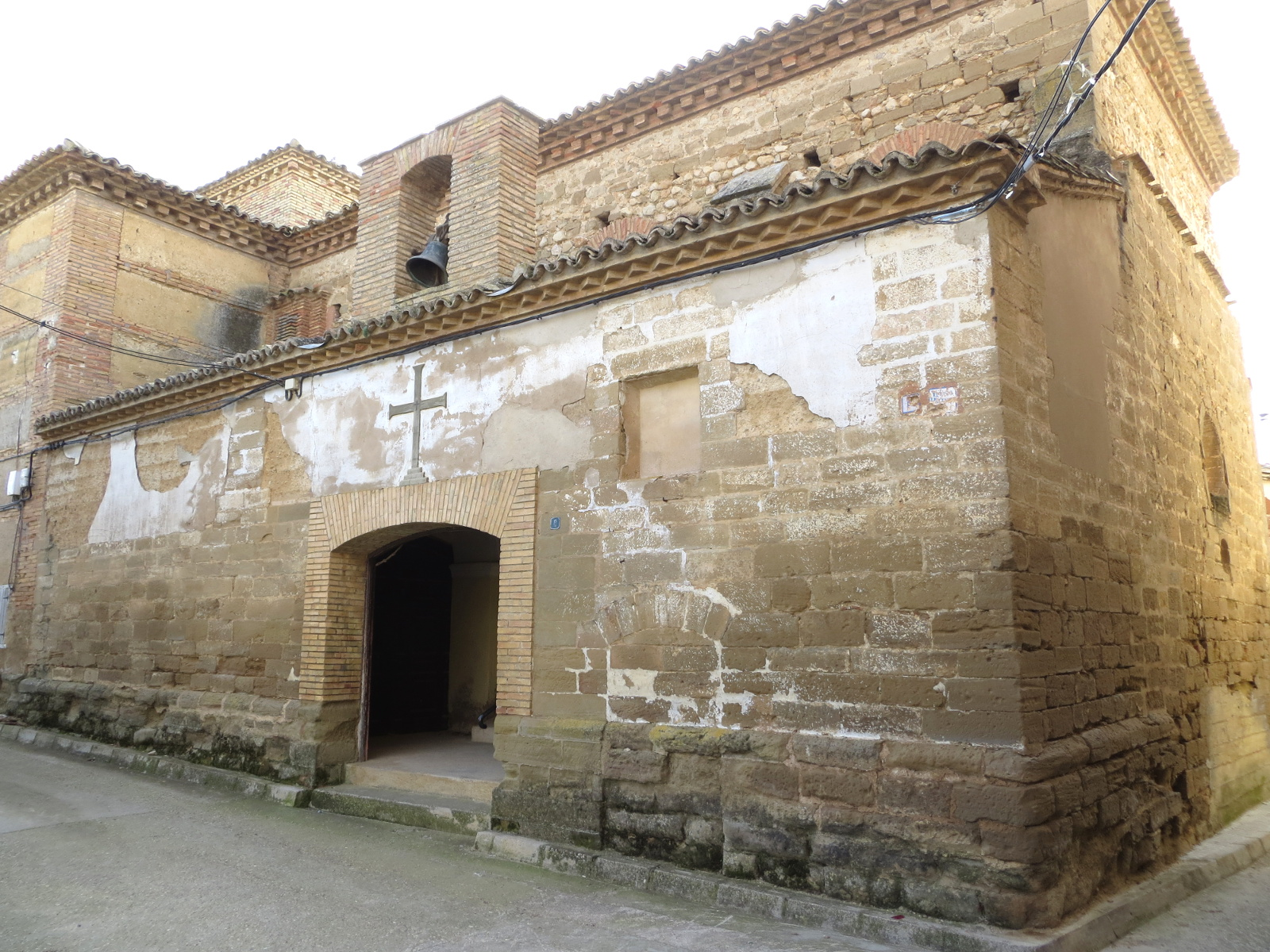
Kirche Nuestra Señora del Pilar in Lierta

## Gemeindepartnerschaften
Mit der französischen Gemeinde Villeréal im Département Lot-et-Garonne besteht eine Partnerschaft.